# Consorzio di miglioramento fondiario
Un consorzio di miglioramento fondiario è una persona giuridica privata prevista dalla legge italiana in tema di bonifiche agrarie. 

## Disciplina normativa
Previsto dall'art. 71 del regio decreto 13 febbraio 1933, n. 215 di approvazione del testo unico delle norme sulla bonifica integrale.
L'articolo 1 dispone: «Alla bonifica integrale si provvede per scopi di pubblico interesse, mediante opere di bonifica e di miglioramento fondiario. Le opere di bonifica sono quelle che si compiono in base ad un piano generale di lavori e di attività coordinate, con rilevanti vantaggi igienici, demografici, economici o sociali, in Comprensori in cui cadano laghi, stagni, paludi e terre paludose, o costituiti da terreni montani dissestati nei riguardi idrogeologici e forestali, ovvero da terreni, estensivamente utilizzati per gravi cause d'ordine fisico e sociale, e suscettibili, rimosse queste, di una radicale trasformazione dell'ordinamento produttivo. Le opere di miglioramento fondiario sono quelle che si compiono a vantaggio di uno o più fondi, indipendentemente da un piano generale di bonifica.»
Il citato art. 71 dispone che ai consorzi di miglioramento fondiario sono applicabili alcuni articoli che riguardano i consorzi di bonifica. Fra questi l'art. 55 dispone che "I consorzi si costituiscono con decreto reale, promosso dal Ministro per l'agricoltura e le foreste, quando la proposta raccolga l'adesione di coloro che rappresentano la maggior parte del territorio incluso nel perimetro." Fanno quindi obbligatoriamente parte del consorzio di miglioramento fondiario tutti i proprietari dei beni immobili compresi nel perimetro di competenza del consorzio.
All'art. 71 non è citato l'art. 59 che dispone "I consorzi di bonifica sono persone giuridiche pubbliche e svolgono la propria attività entro i limiti consentiti dalle leggi e dagli statuti. Per l'adempimento dei loro fini istituzionali essi hanno il potere d'imporre contributi alle proprietà consorziate, ai quali si applicano le disposizioni dell'art. 21. " Quindi i consorzi di bonifica sono enti pubblici, i consorzi di miglioramento fondiario sono enti di diritto privato. Dei consorzi di miglioramento fondiario si occupano anche gli articoli 863 e 864 del codice civile. La Cassazione ha qualificato il consorzio di miglioramento fondiario come associazione non riconosciuta.

## Attività
I consorzi di miglioramento fondiario si costituiscono con deliberazione dell'autorità pubblica dove prevale il vincolo imposto alle minoranze dissenzienti o assenti e quindi la loro partecipazione obbligatoria al consorzio; i consorzi possono compiere opere di interesse generale e nell'adempimento di tale funzione sono muniti di diritti di supremazia e quindi secondo la dottrina vengono definiti «consorzi privati di interesse pubblico».
Tuttavia quando realizzano opere consorziali dovrebbero seguire la legislazione sui lavori pubblici, in quanto sono ritenuti "organismi di diritto pubblico" (come definiti dall'articolo 3 comma 26 del decreto legislativo 12 aprile 2006 n. 163 di approvazione del codice dei contratti pubblici relativi a lavori, servizi e forniture in attuazione delle direttive 2004/17/CE e 2004/18/CE). Ciò si verifica quando: 1) sono istituiti per soddisfare specificatamente esigenze di interesse generale, aventi carattere non industriale o commerciale; 2) sono dotati di personalità giuridica e l'attività è finanziata in modo maggioritario dallo Stato, dagli enti pubblici territoriali o da altri organismi di diritto pubblico 3) la loro gestione è soggetta al controllo di questi ultimi. Non è agevole valutare la sussistenza dell'interesse generale poiché a livello comunitario manca una definizione. Se l'interesse generale può venire identificato nella "astratta riferibilità a un numero illimitato di persone" il requisito non ricorre per i consorzi di miglioramento fondiario che per statuto curano gli interessi dei soli proprietari dei beni immobili compresi nel perimetro di territorio di competenza.
Quanto alla capacità di imporre tributi ed emettere ruoli di riscossione, supplisce l'art. 3 della legge 12 febbraio 1942, n. 183 che reca disposizioni integrative della legge sulla bonifica integrale, ove è stabilito che "I consorzi di miglioramento fondiario hanno facoltà d'imporre contributi per l'esecuzione e l'esercizio delle opere, per i lavori di manutenzione delle stesse e in genere per la gestione consorziale. I crediti per contributi sono privilegiati sugli immobili che traggono beneficio dalle opere ed il privilegio è graduato dopo quello relativo ai crediti dello Stato per i tributi diretti. Trattandosi di contributi a consorzi obbligatori per legge essi sono deducibili dal reddito ai fini fiscali.
L'articolo 1, comma 1-bis, D.L. 11 aprile 1989, n. 125 convertito con legge 2 giugno 1989, n. 214 recita: “Le attività istituzionalmente proprie svolte ai sensi delle vigenti disposizioni legislative statali e regionali, da consorzi di bonifica, di irrigazione e di miglioramento fondiario, anche di secondo grado, non costituiscono attività commerciale”.